# JR西日本323系電力動車組
323系电力动车组是西日本旅客铁道（JR西日本）订购的大阪环状线和櫻島線新型车辆，用于替换老化的103系和201系列车。

## 设计
323系使用不锈钢车体，8节编组，外部涂装突出大阪環狀線長年使用的代表色朱色1號（オレンジバーミリオン，RGB代碼193, 101, 67）。 每节车厢一侧配备3对车门，和JR西日本成立後所設計生產的221系、223系及225系的車門數量及位置一致，与繼承自國鐵、採4对车门布置的103系和201系不同，藉以統一月台候車位置，及便於將來加裝月台門。
列車兩端的前照燈與霧燈從舊款車系的高強度氣體放電燈（HID）改為LED燈，表示列車種別及目的地的行先板也改為高亮度彩色LED，可以配合節慶及特別活動而顯示簡單圖案。
車頭造型為弧型設計，與JR西日本於2010年代之後投入服務的521系（第3批車）、225系（第2批車）及227系等通勤、近郊型電聯車車款有類似的造型。

## 内部
列车客室内部采用纵向座椅布置，每节车厢一端都设有优先席，另一端则有供轮椅或婴儿车使用的空间。
客室使用LED照明。乘客广播将由两种语言提供；信息显示屏幕则使用四种语言（日文、英文、中文和韩文）；除每道车门上方放置两块屏幕外，车厢两端亦各放置两块。 此外车内还会提供Wi-Fi连接服务。

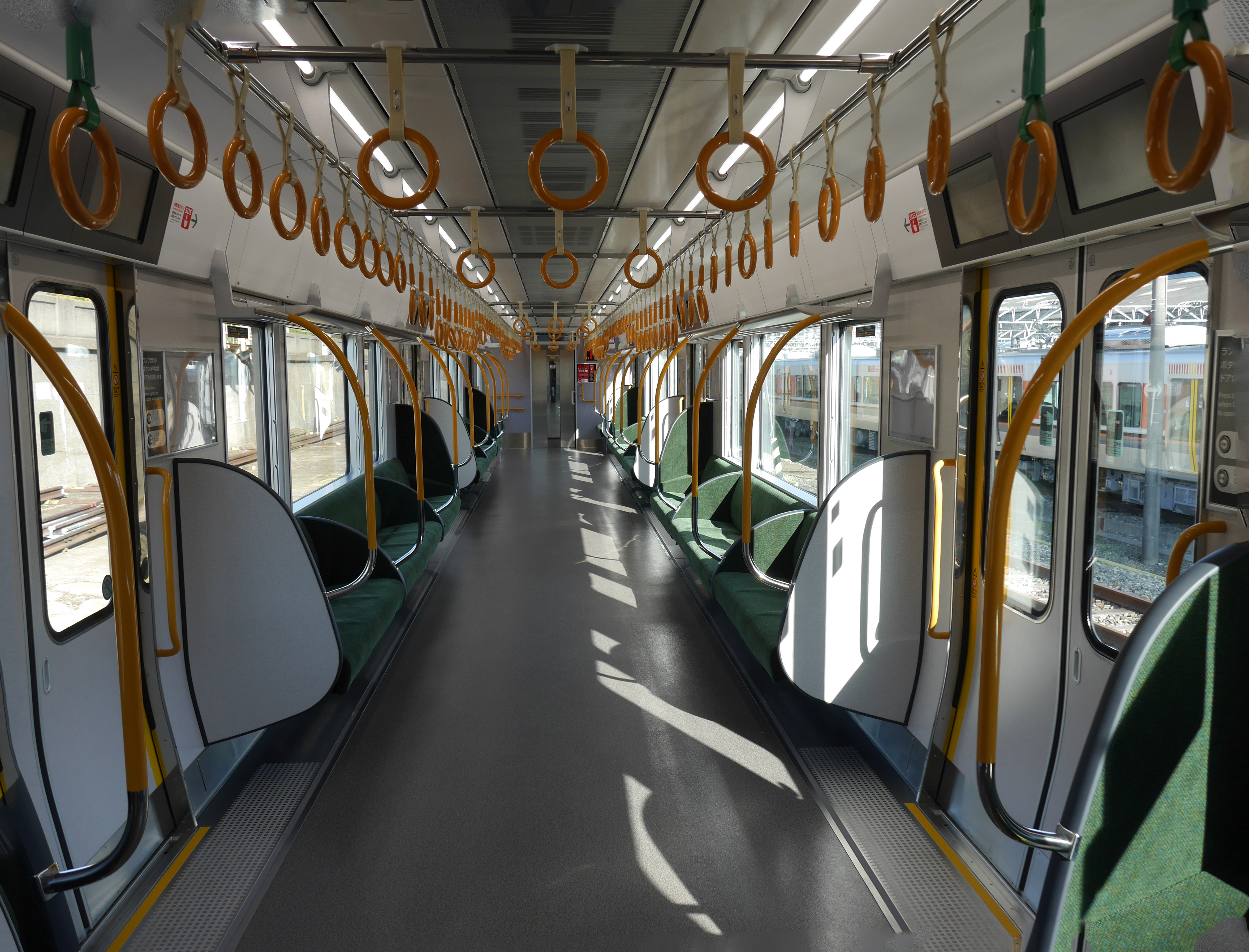
一般車車内
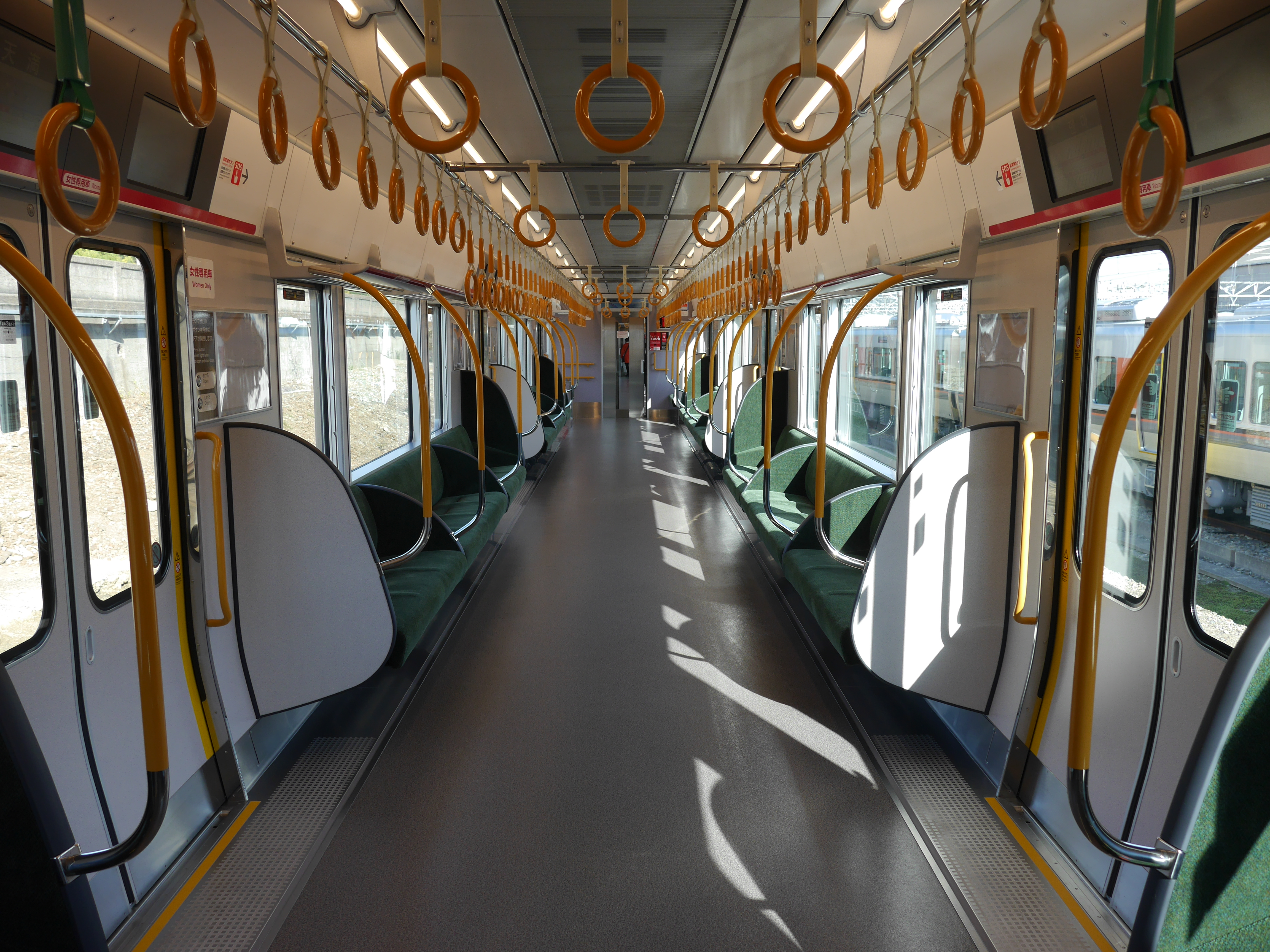
女性専用車車内。與一般車的照明色不同。
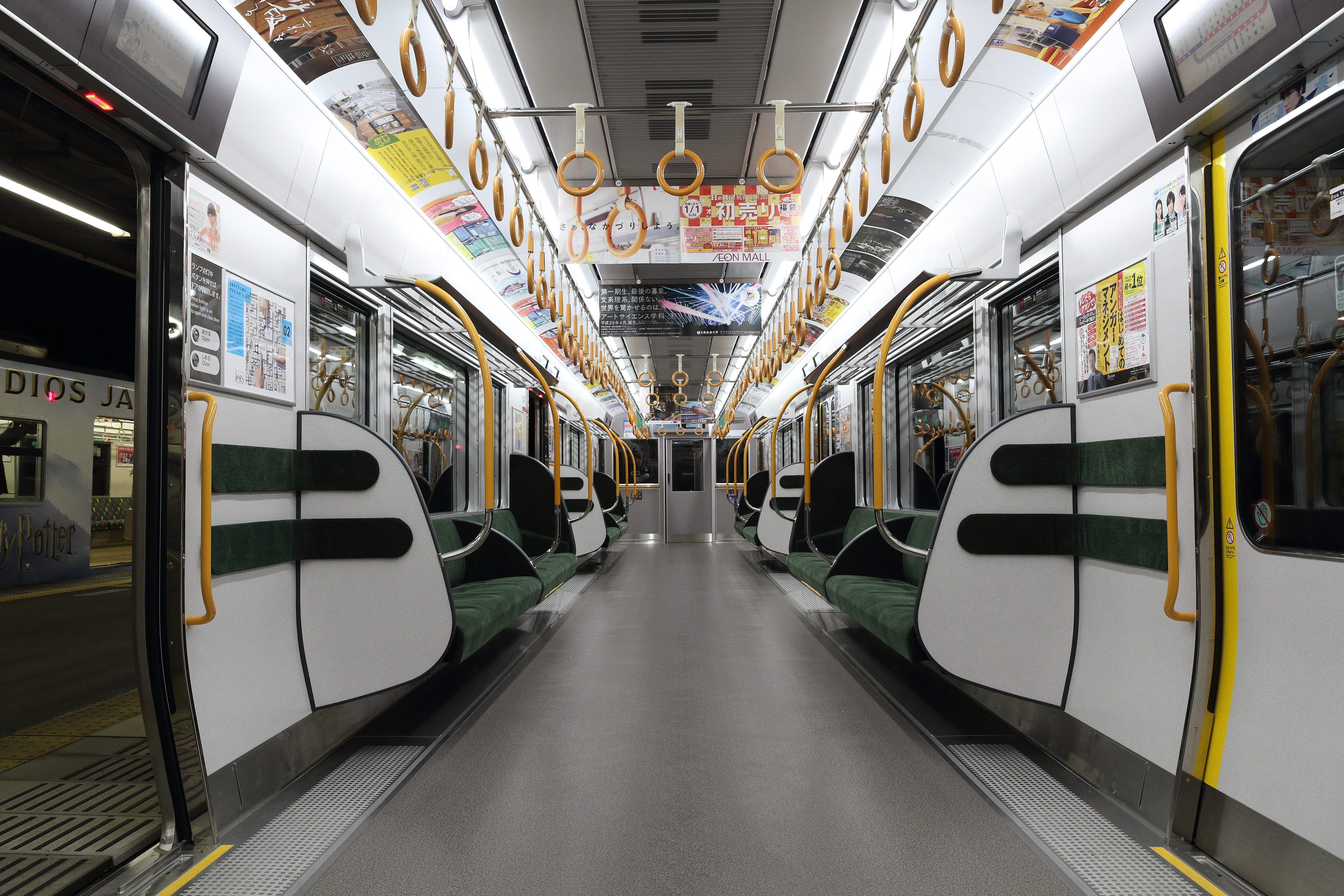
設有特大門邊空間的8号車
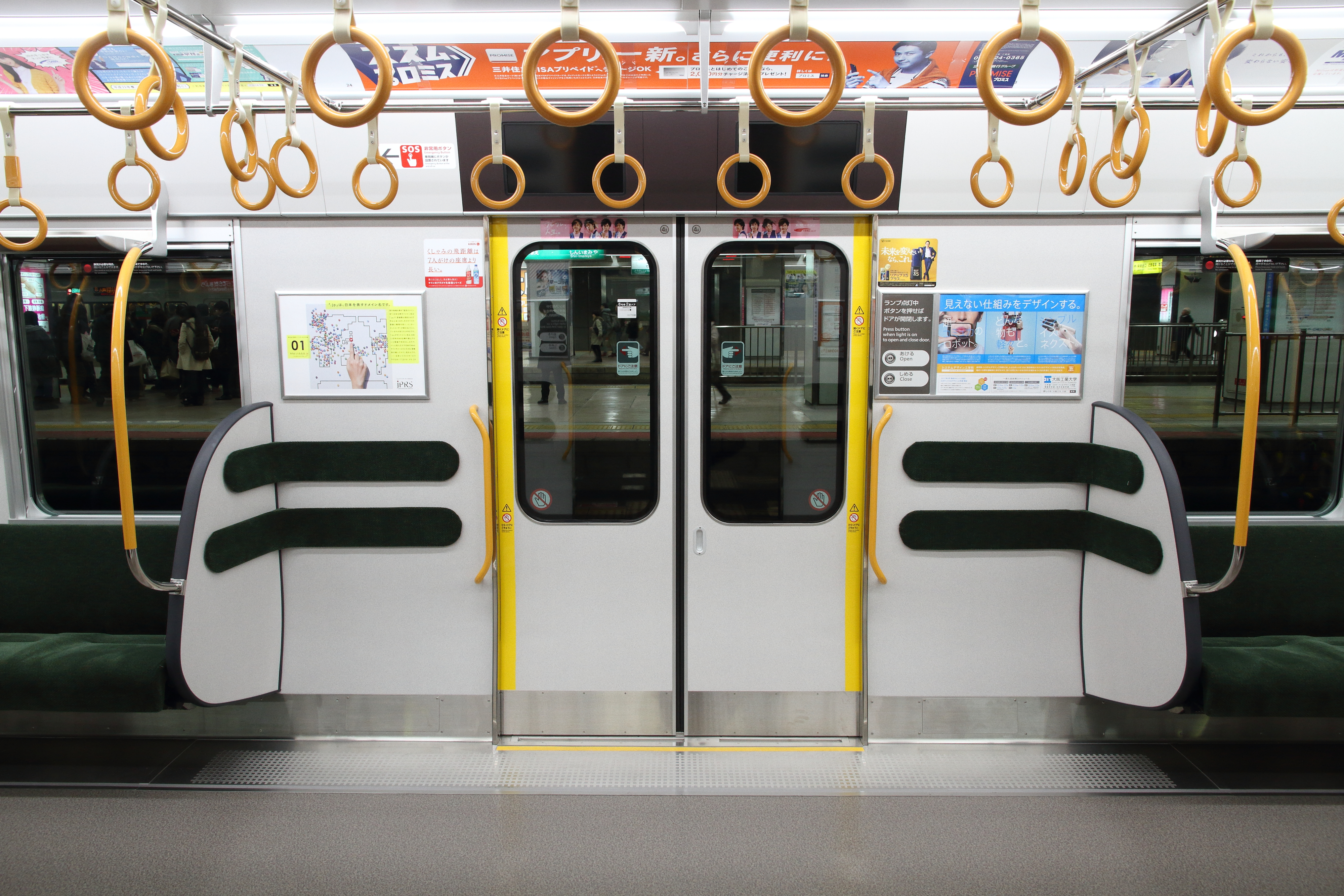
8号車門邊
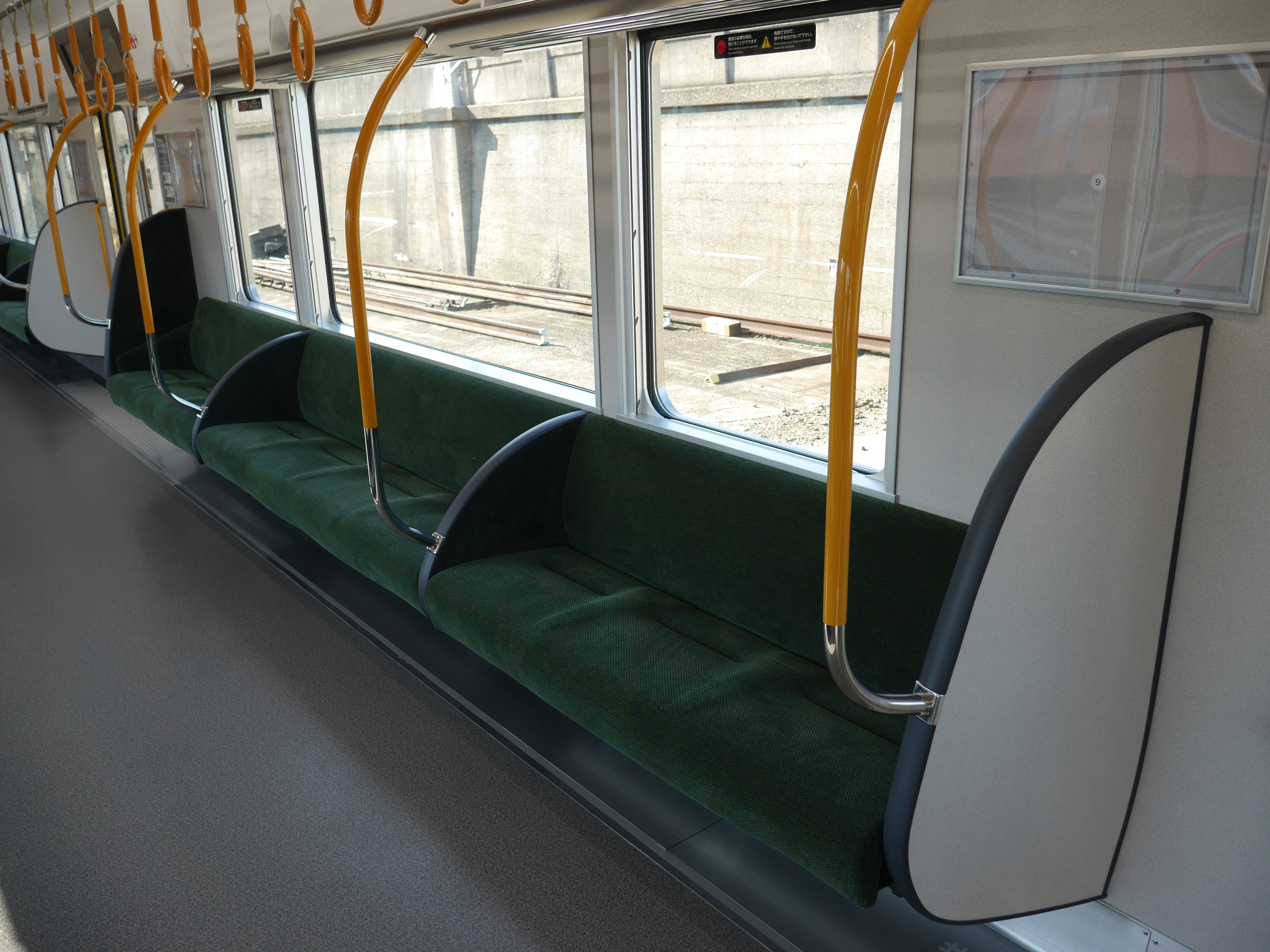
座位
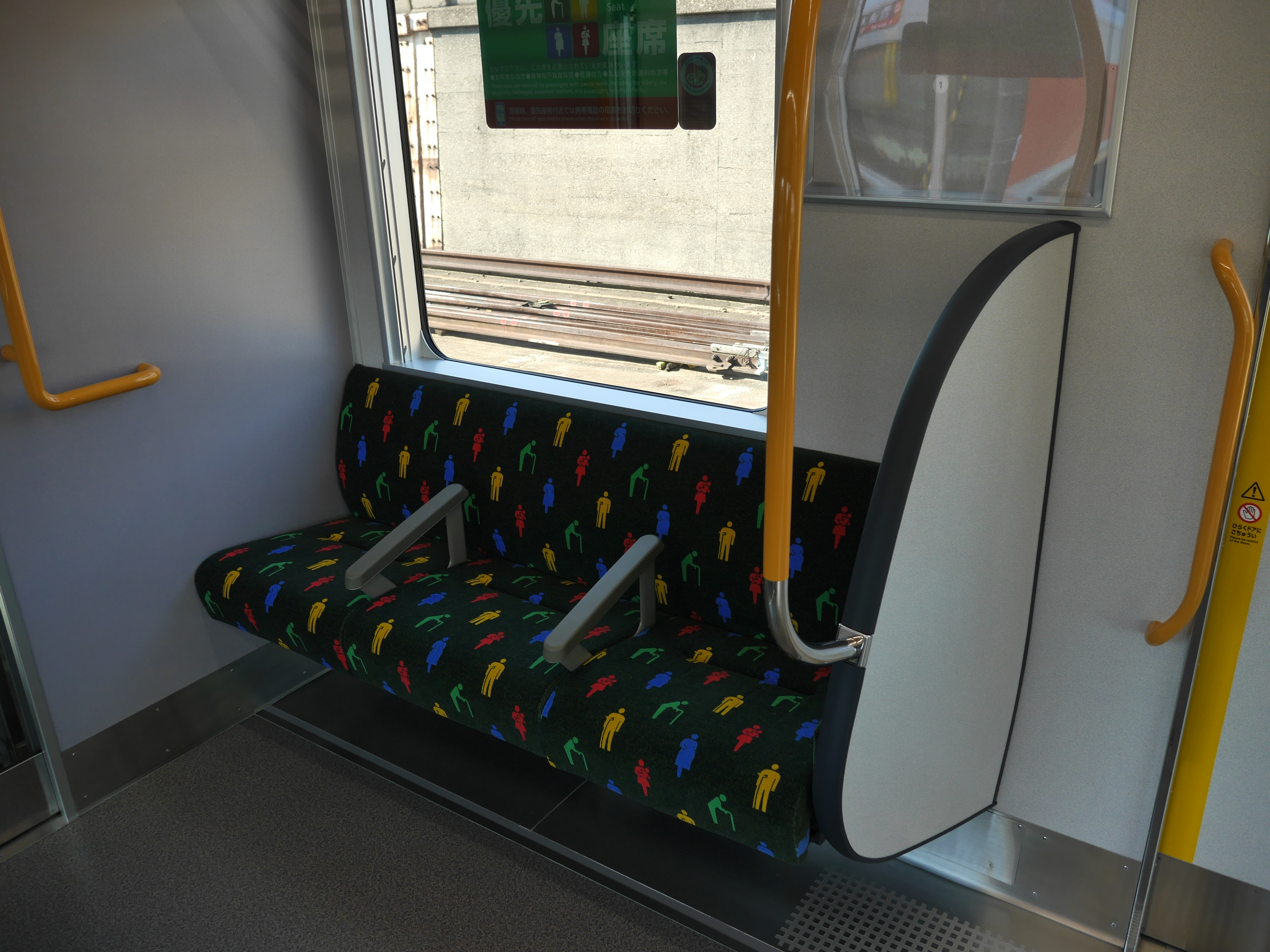
優先座
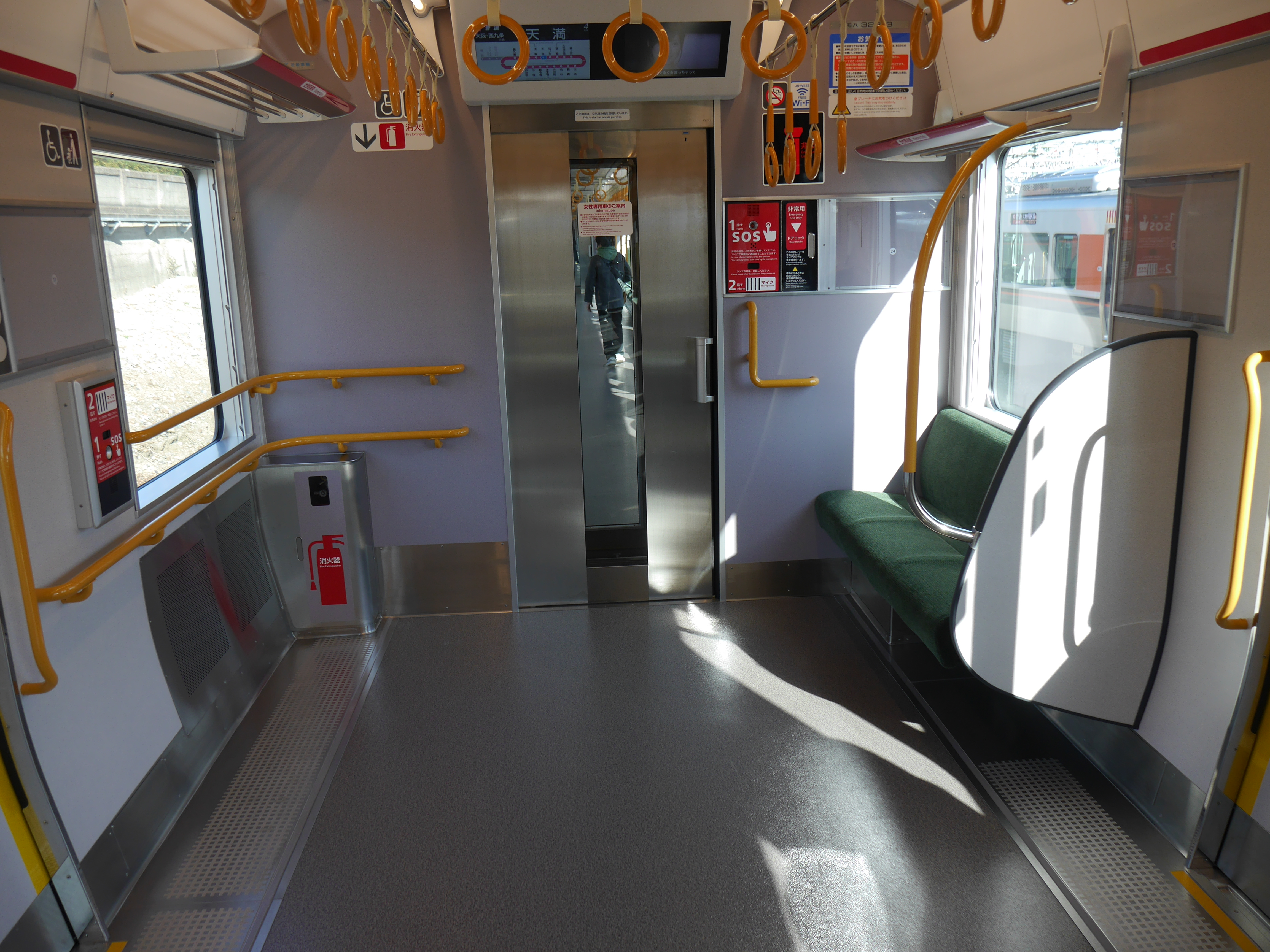
無障礙空間
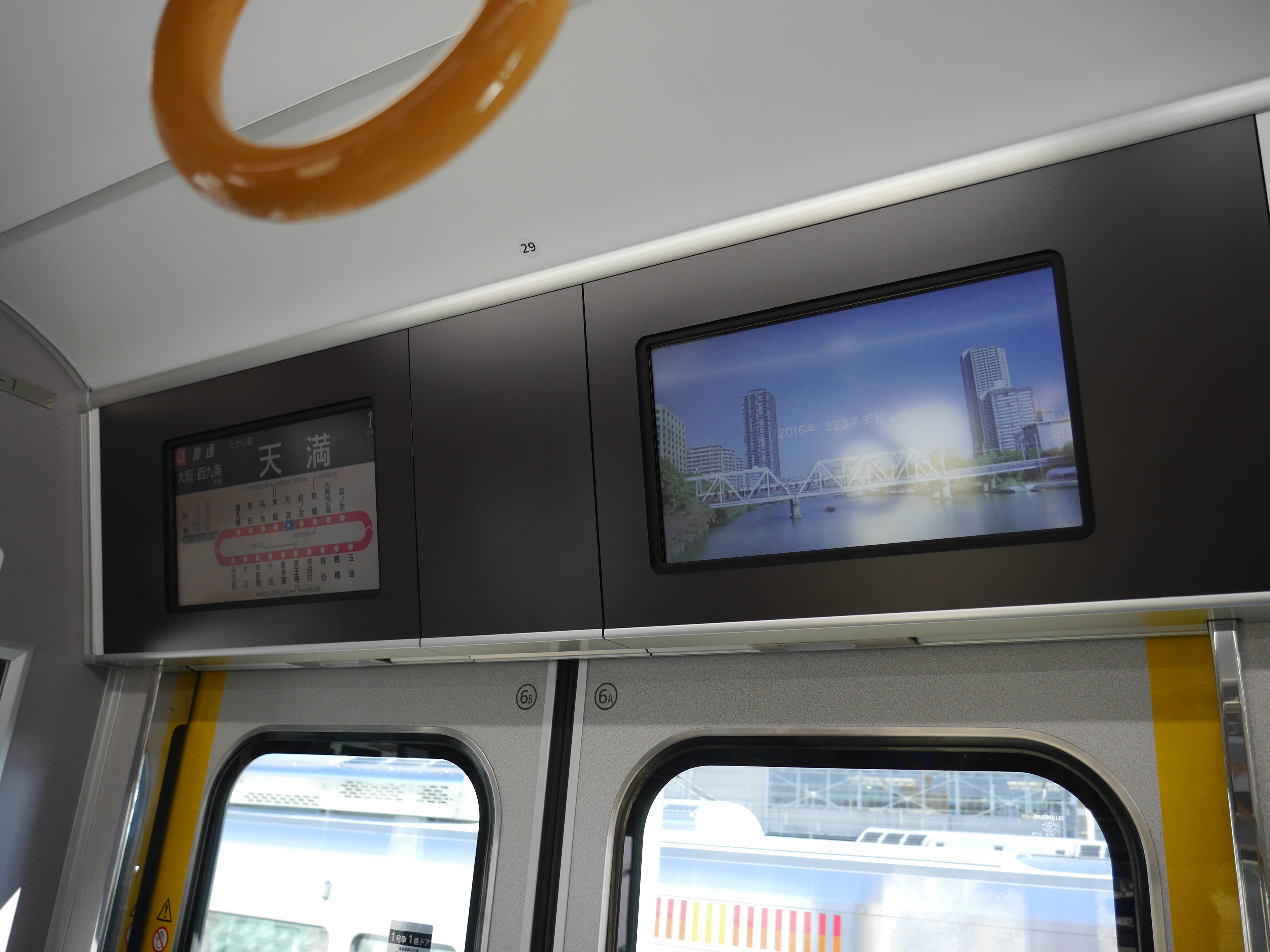
門上的車内資訊表示裝置
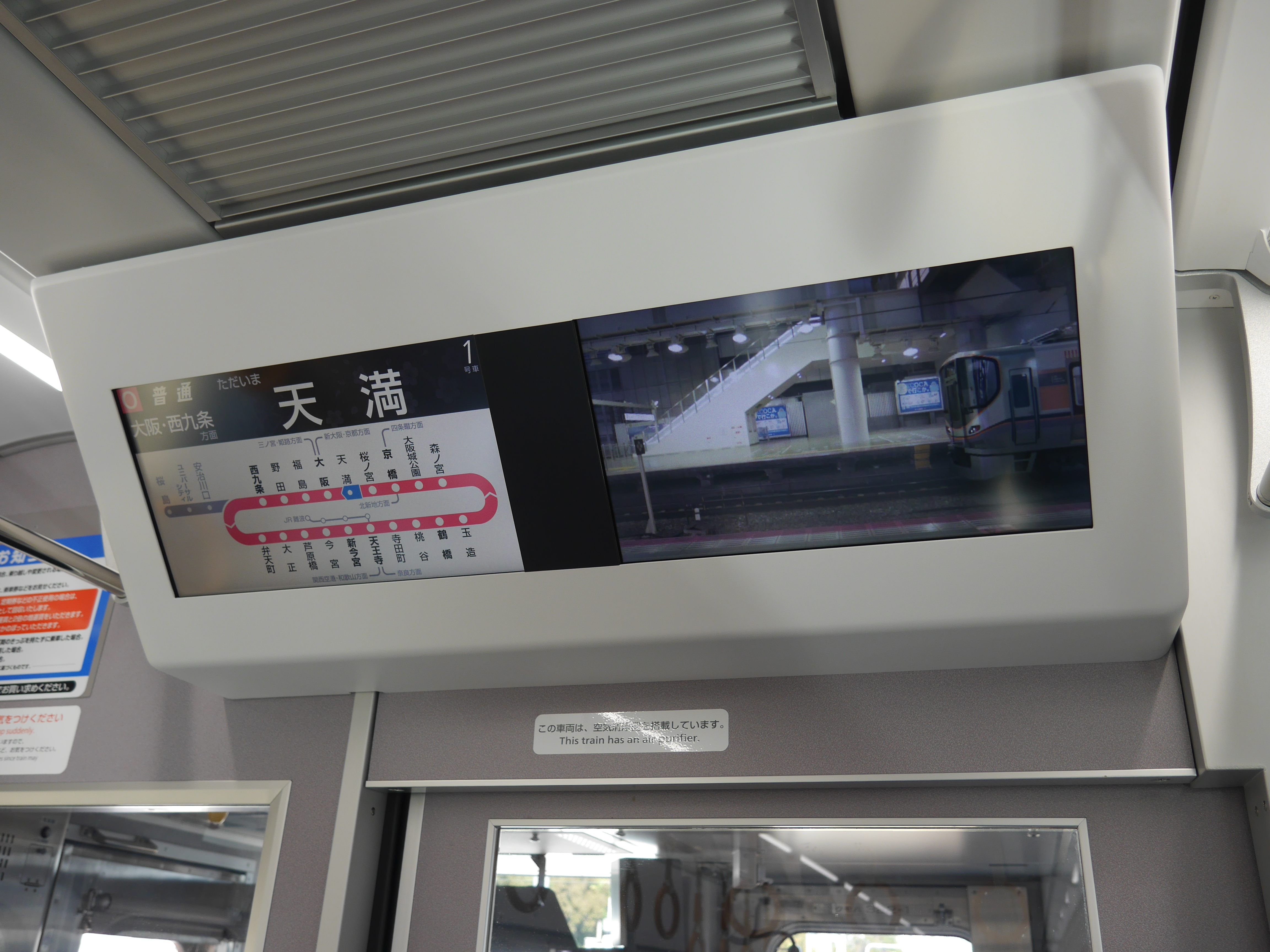
貫通門上的車内資訊表示裝置
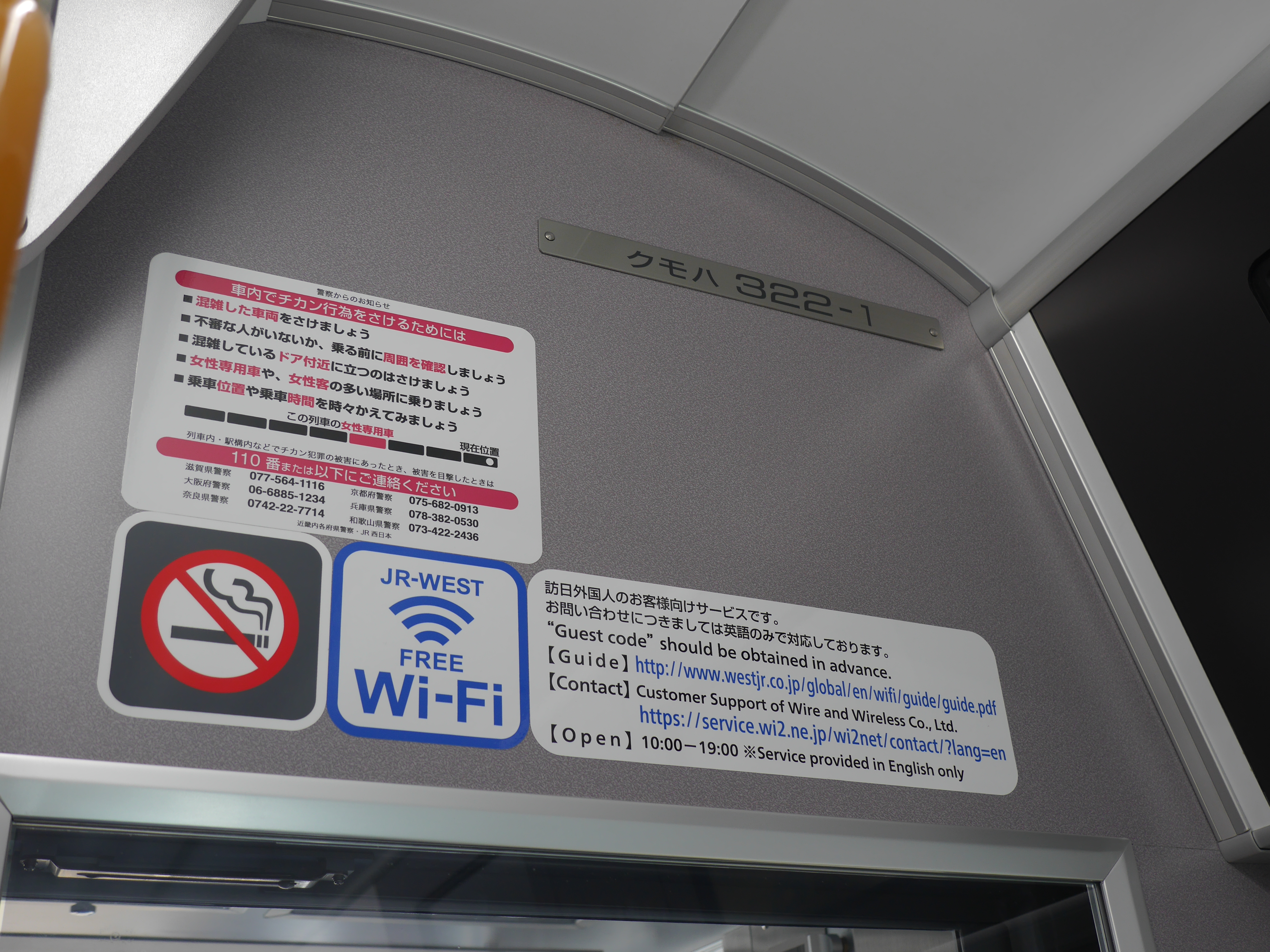
Wi-Fi

### 駕駛台

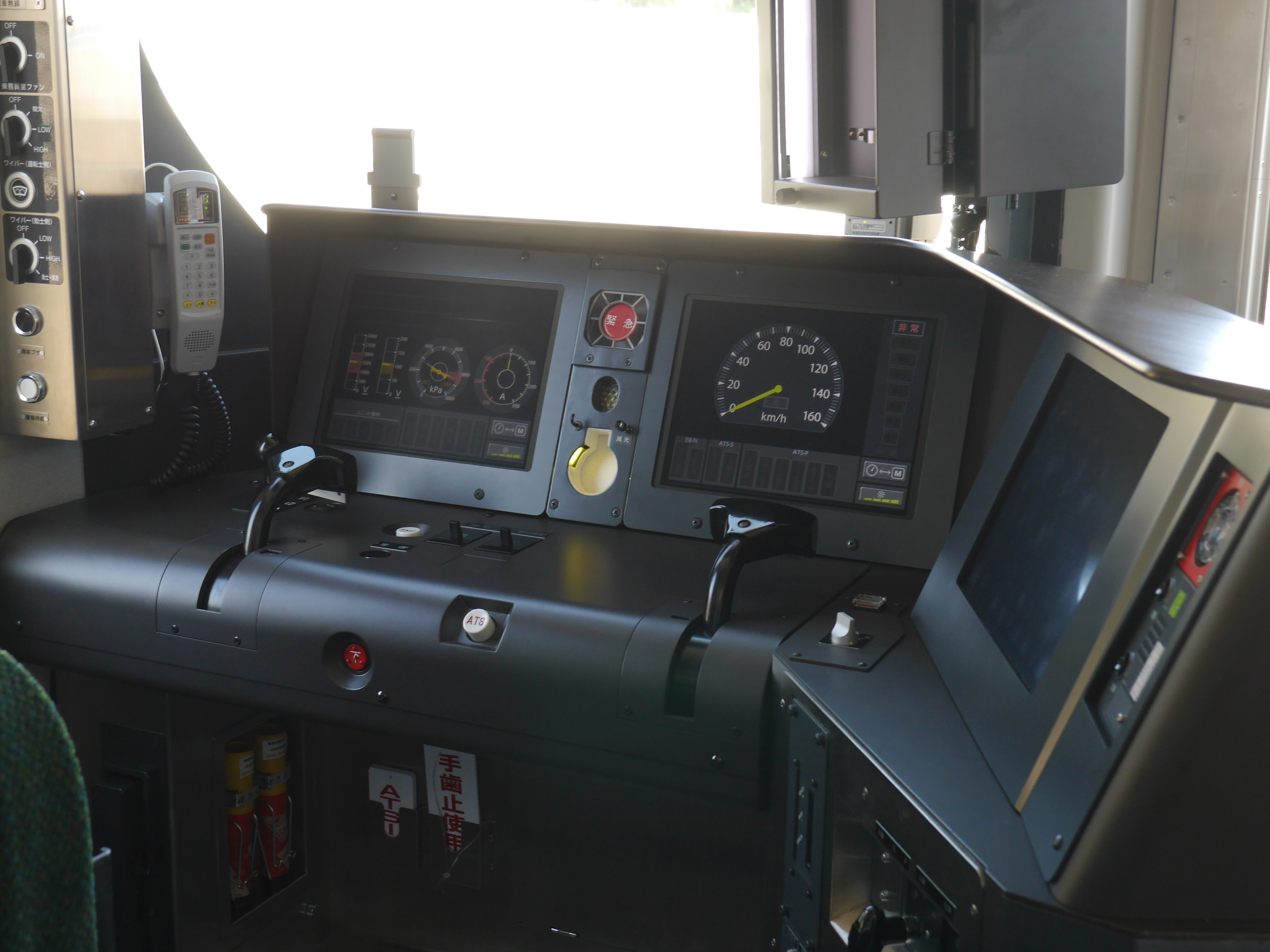
駕駛台

駕駛台不再使用指針形顯示器及表示燈，改用輕觸式LCD屏幕顯示，又稱玻璃駕駛艙構造。屏幕分別設置於正面2塊，右側1塊。相關設計是JR西日本在來線車輛在227系後的第2個例子。主幹控制器則沿用221系以來效果良好的加速／制動分離式設計。

## 投入服务
总计21列8节编组列车将于2016至2018财政年度投入服务，完全替换现总计23列的103系和201系列车。

## 特別編成

### 超級任天堂世界列車
列車設計基於未來在日本環球影城開業的新園區「超級任天堂世界」為主題，並繪製了遊戲中的角色，例如瑪利歐、路易吉、碧姬公主、庫巴等。該為LS15編成，列車於2021年1月27日投入服務。